# I Must Have That Man
Pour les articles homonymes, voir Man.
Clip vidéo
[vidéo] « Duke Ellington - I Must Have That Man », sur YouTube
[vidéo] « Adelaide Hall - I Must Have That Man », sur YouTube
I Must Have That Man (Il me faut cet homme, en anglais) est une chanson d'amour standard de jazz américain, composée par Jimmy McHugh avec des paroles de Dorothy Fields,,, pour la comédie musicale Blackbirds of 1928, de Broadway à New York. Elle est reprise avec succès en particulier en version instrumentale par Duke Ellington en 1933.

## Historique
Jimmy McHugh et Dorothy Fields écrivent et composent ce titre ainsi que Diga Diga Doo et I Can't Give You Anything but Love pour la comédie musicale Blackbirds of 1928, avec laquelle la célèbre chanteuse de jazz vocal de l'époque Adelaïde Hall fait un triomphe international à Broadway de Manhattan à New York en 1928, puis au Moulin-Rouge à Paris, avec l'orchestre de Lew Leslie (en). 

Adelaïde Hall et Duke Ellington et son orchestre big band jazz
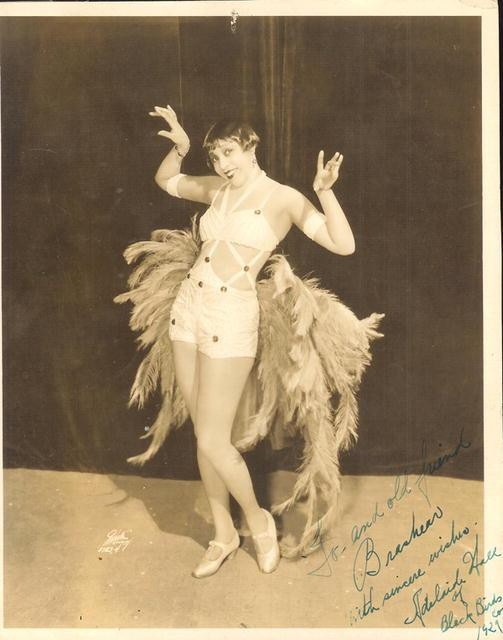
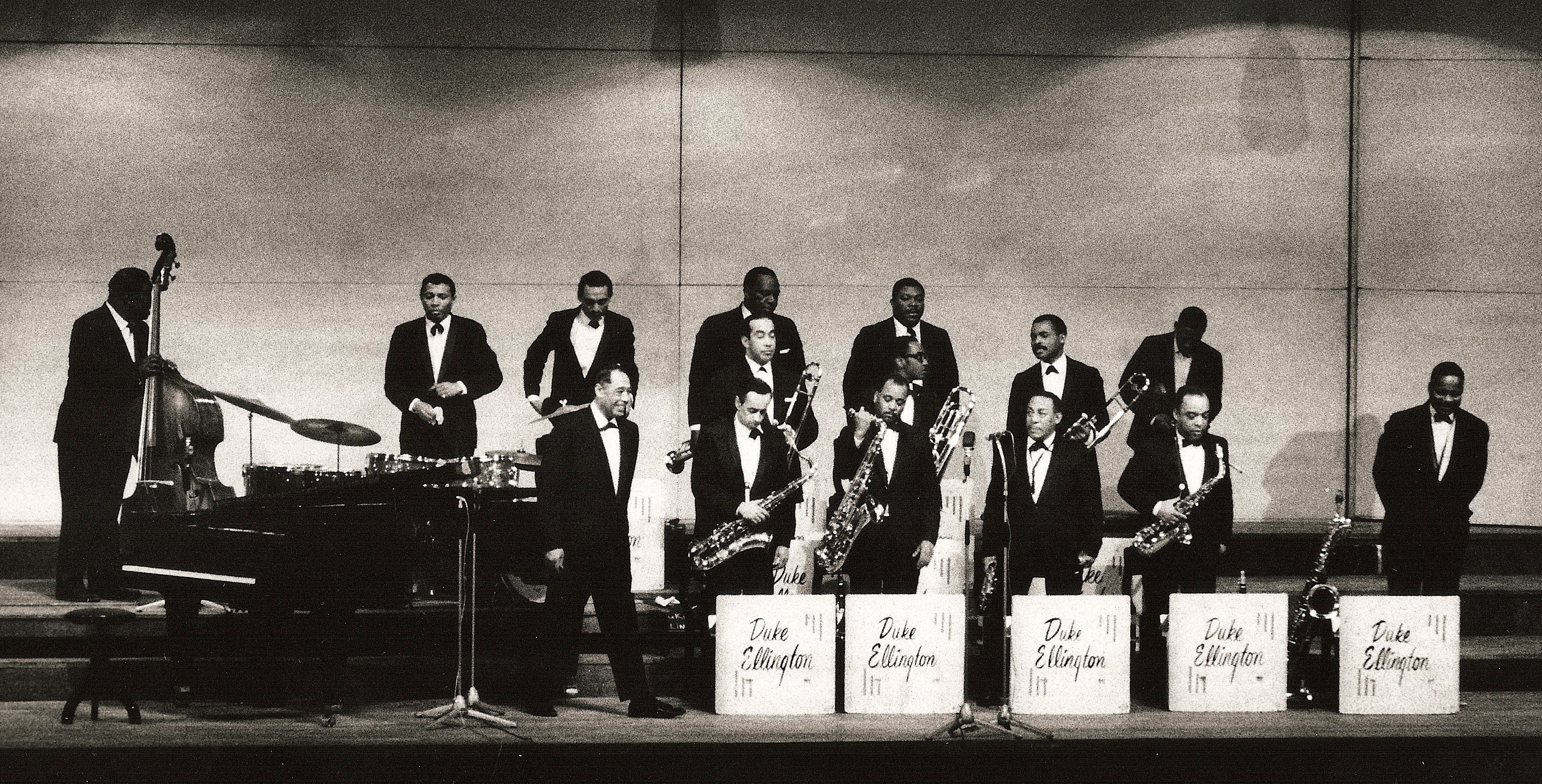

Duke Ellington reprend ce succès sur scène de Blackbirds of 1928 avec Adelaïde Hall à partir de 1933, et l'enregistre en version instrumentale chez Brunswick Records avec son Cotton Club Orchestra, composé de Bubber Miley, Arthur Whetsol, Freddie Jenkins (en), Joe Nanton, Johnny Hodges, Harry Carney, Barney Bigard, Fred Guy, Sonny Greer, Wellman Braud, avec ses célèbres « effets Ellington », arrangements « style Jungle » exotiques inspirés du Jazz Nouvelle-Orléans-Dixieland, et effets wah-wah de sourdines de ses deux trompettistes Bubber Miley et Joe Nanton. 

## Reprises et adaptations
Cette célèbre composition est rééditée de nombreuses fois, et reprise par de nombreuses stars de l'histoire du jazz, dont Duke Ellington, Benny Goodman, Glenn Miller, Count Basie, Louis Armstrong, Billie Holiday, Ella Fitzgerald, Lester Young, Django Reinhardt, ou Liza Minnelli...